# Тактика «Мотти»
Тактика «Мотти» (с фин. Motti — способ заготовки леса на дрова, при котором брёвна не складируются в штабели, а укладываются в отдельные поленницы объёмом 1 м3 для удобства подсчёта) — партизанская тактика ведения боевых действий, активно применявшаяся финнами в ходе Советско-финской войны. 
Тактика заключается в разделении численно превосходящей группировки противника на отдельные обособленные группы с отсечением их друг от друга и от основных сил противника, с последующим методичным уничтожением. Наиболее характерной чертой тактики «Мотти» является нападение малых подвижных групп на рассредоточенные подразделения противника (проще говоря, на колонны войск) с целью нанести как можно больший ущерб коммуникациям противника, остановить и обездвижить его.
Этот принцип известен с древности. Задолго до советско-финского конфликта в 9 году нашей эры предводитель херусков Арминий, воспользовавшись тем, что вступившие в лес римские легионы вытянулись в длинную колонну, наголову разбил считавшееся непобедимым римское войско под командованием Публия Квинтилия Вара в Тевтобургском лесу.
Но именно финны воспользовались одновременно и характером театра военных действий (заснеженные леса и болота), и просчётами в организации передвижений сил противника (передвижение в механизированных колоннах). Финнами для этих целей усиленно задействовались высокомобильные лыжные отряды.

## Суть тактики
Суть тактики заключается в том, чтобы в условиях значительного численного превосходства противника избегать позиционных боевых действий и вообще каких бы то ни было встреч с крупными силами противника, развёрнутыми в боевые порядки. Другими словами, уклоняться, насколько это возможно, от прямых боестолкновений, навязываемых противником. В то же самое время усиленно действовать в тылах и на коммуникациях растянувшихся и рассредоточенных сил противника, нападая на противника, расположившегося на привал, движущегося в колонне, выясняя местонахождение командных пунктов и пунктов снабжения противника, с незамедлительным их уничтожением. В более простом изложении тактика «Мотти» состоит в том, чтобы: 1) найти; 2) отсечь; 3) уничтожить противника.

## Последовательность действий
Финскими партизанами была выработана следующая последовательность действий при нападении на колонны: подрывом минного заряда, пулемётным или снайперским огнём одновременно выводятся из строя головная и замыкающая машины в колонне противника, при этом выбирается тот участок дороги, где физически невозможен или значительно затруднён объезд или съезд с неё. Снайперы уничтожают в первую очередь водителей, командиров и связистов противника, и полевые кухни, после чего колонна обездвижена, неуправляема и отрезана от связи с основными силами.
После того как военнослужащие, обеспечивающие связь, передвижение и управление колонной, уничтожены, — партизаны, не торопясь, продолжают разгром колонны до полного её уничтожения или добровольной сдачи в плен (в ходе советско-финской войны среди финских партизан действовала установка пленных не брать, в связи с чем отсечённые от основных сил советские подразделения зачастую истреблялись до последнего солдата). Отсюда и название тактики действий — Мотти (букв. «поленья») — так финны называли советские подразделения, которые были ими остановлены, обездвижены и подготовлены к дальнейшему планомерному уничтожению.
В случае, если командирам удавалось сохранить командование, войска, согласно уставу, сворачиваются «как червяк, на которого наступили ногой» в тесные боевые порядки, занимают круговую оборону и начинают по радио вызывать подкрепление. Мало кто пытался пробиться к своим, поскольку это значило лишь то, что придётся вновь создавать «мотти» на новом месте.
В условиях зимней войны финны не спешили браться за уничтожение оставшихся солдат в колонне — они лишь следили за тем, чтобы никто не смог покинуть колонну, а равно чтобы никто не смог подойти к ней с подкреплением, делая расчёт на суровые морозы и отсутствие снабжения, которые и доделывали начатое, фактически добивая колонну. После чего, за отсутствием какой-либо поддержки со стороны основных сил противника, финны просто забирали не тронутую огнём советскую артиллерию, танки, грузовики и конный состав, либо уничтожали их, если возможности забрать не было, и уходили восвояси.

## Дальнейшее развитие идеи

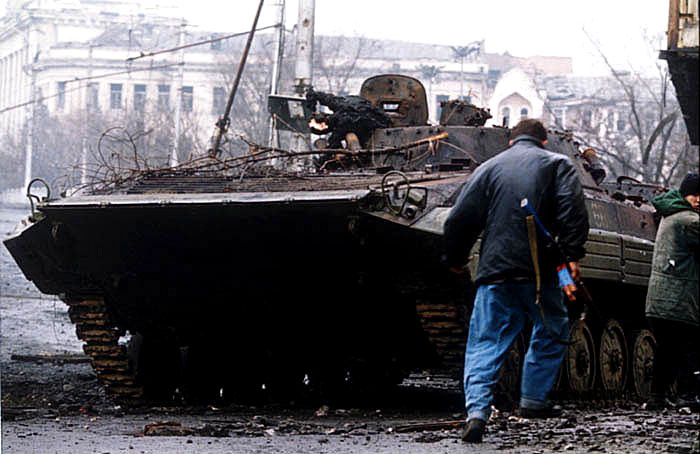
Чеченские боевики возле сожжёной БМП-2.

Как отмечает американский военный теоретик Уильям Шеннон, успешно опробованная финнами тактика была взята на вооружение афганскими душманами и чеченскими ополченцами и получила дальнейшее развитие в борьбе против советских, а затем — российских вооружённых сил.
Тактика несколько преобразилась в условиях партизанской войны в городе, где чеченскими полевыми командирами была введена практика организации засад силами боевых троек гранатомётчик—пулемётчик—снайпер: Гранатомётчик поражал бронированную технику, снайпер — офицеров, а пулемётчик создавал огневой заслон для организованного выхода тройки из зоны ответного огня российских подразделений. Такая тактика применялась боевиками не только в Грозном, но и в столкновениях с федеральными силами в полевых условиях, и, в частности, в ходе наступления 1-го и 3-го мотострелковых батальонов 324-го полка в середине марта 1995 г. в районе населенных пунктов Чечен-Аул и Старые Атаги. Это стало возможным, во многом, с появлением новых видов стрелкового оружия — автоматических и противотанковых гранатомётов, в связи с чем выведение из строя головных и замыкающих машин колонны было значительно упрощено по сравнению с условиями Зимней войны, где финны полагались либо на стрелковые навыки своих снайперов, либо на точный расчёт при установке управляемых подрывных зарядов.